# Parachalciope longiplaga
Parachalciope longiplaga  là một loài bướm đêm thuộc họ Noctuidae. Nó được tìm thấy ở Châu Phi, bao gồm Uganda.